# Феручо Ново
Феручо Ново (на италиански: Ferruccio Novo) е бивш италиански футболист, треньор и спортен деятел, президент на Великият Торино.

## Кариера
Ново прекарва цялата си кариера в Торино, където играе като защитник. Става президент на клуба през 1939 г. В следващите години под негово управление, Торино печели 5 скудети. От 1949 г. до 1950 г. е треньор на Италия, с които участва на Мондиал 1950 г.
През 2014 г. е включен в Залата на славата на футбола в Италия.